# D-アラビノース-1-デヒドロゲナーゼ (NAD(P)+)
D-アラビノース-1-デヒドロゲナーゼ [NAD(P)+]（D-arabinose 1-dehydrogenase [NAD(P)+]）は、次の化学反応を触媒する酸化還元酵素である。
D-アラビノース + NAD(P)+ {\displaystyle \rightleftharpoons } D-アラビノノ-1,4-ラクトン + NAD(P)H + H+
すなわち、この酵素の基質はD-アラビノースとNAD+（またはNADP+）、生成物はD-アラビノノ-1,4-ラクトンとNADH（またはNADPH）とH+である。
組織名はD-arabinose:NAD(P)+ 1-oxidoreductaseである。